# إيسيدرو سانشيز غارسيا-فيجوراس
إيسيدرو سانشيز غارسيا-فيجوراس (بالإسبانية: Isidro Sánchez García-Figueras)‏ هو لاعب كرة قدم إسباني في مركز الدفاع، ولد في 17 ديسمبر 1936 في شريش في إسبانيا، وتوفي في 2 سبتمبر 2013 في إشبيلية في إسبانيا. شارك مع منتخب إسبانيا تحت 21 سنة لكرة القدم ومنتخب كاتالونيا لكرة القدم. أما مع النوادي، فقد لعب مع ريال بيتيس وريال مدريد ونادي ساباديل.

## وصلات خارجية
- إيسيدرو سانشيز غارسيا-فيجوراس على موقع قاعدة بيانات كرة القدم.إي يو (الإنجليزية)
- إيسيدرو سانشيز غارسيا-فيجوراس على موقع عالم كرة القدم.نت (الإنجليزية)